# Schlussauktion
Die Schlussauktion ist eine am Ende des Börsentages stattfindende Auktion, bei der nach dem Meistausführungsprinzip möglichst viele Aktien eines Unternehmens zu einem einheitlichen Preis gehandelt werden.
Die Schlussauktion ist üblicherweise die umsatzstärkste Phase des gesamten Handelstages. Im ersten Quartal 2024 wurde rund ein Drittel aller Aktiengeschäfte in den USA und Europa während der Schlussauktion getätigt.
Im fortlaufenden Handel mit Auktion gibt es neben der Schlussauktion noch die Eröffnungsauktion und bei manchen Handelsplätzen auch eine Mittagsauktion.

## Ablauf der Schlussauktion
Die Schlussauktion beginnt mit einem Aufruf, bei dem von der Börse ein indikativer Preis gestellt wird. In dieser Phase werden alle Wertpapieraufträge eingebracht, die während des normalen Handelstages nicht ausgeführt wurden. Zusätzlich können auch neue Aufträge abgegeben werden und es werden die Aufträge mit aufgenommen, die mit auction only gekennzeichnet sind.
Diese Phase wird nach einer zufälligen Zeit beendet. Von einem Programm wird nun errechnet, zu welchem Preis das höchste Volumen an Aktien den Besitzer wechseln kann. Dieser Preis bildet den offiziellen Schlusskurs. Zu diesem Preis können nun auch weitere Aktien gehandelt werden. Nach der Auktion geht der nachbörsliche Handel weiter oder die Börse schließt.
Manche Börsen haben Beschränkungen, inwieweit der Preis vom letzten Aktienkurs abweichen darf, um Mistrades oder hohe Volatilität zu vermeiden. Falls aus irgendwelchen Gründen keine Schlussauktion stattfindet, gilt der letzte Aktienkurs als Schlusskurs.
Die Schlussauktion dauert je nach Aktie, Marktlage und Handelsplatz zwischen fünf und 15 Minuten.

## Auswirkungen der Schlussauktion
Die Schlussauktion ist wichtig für den Handel von Derivaten, für deren Preisstellung der Tagesschlusskurs relevant ist. Durch den wachsenden Einfluss der Derivate in der Finanzwelt gehören die letzten Minuten vor der Schlussauktion üblicherweise zu den Zeiten mit dem höchsten Volumen an gehandelten Wertpapieren und führen bisweilen zu starken Schwankungen im Vergleich zu den Tageskursen.
Die Schlussauktion spielt auch bei passiven Investments eine besondere Rolle, denn Anbieter börsengehandelter Fonds (ETFs) schichten ihre Positionen während dieser Handelsphase um. Auffällig ist dies besonders, wenn eine Aktie einen bekannten Index verlässt oder einem beitritt.
Auch können Fehleinschätzungen der Liquidität einer Aktie in der Schlussauktion zu massiven Kursschwankungen führen.
Selbst der ohnehin schon gewichtige Anteil der Schlussauktion am üblichen Umsatzvolumen wird zu besonderen Terminen beinahe maßgeblich für den diesen gesamten Handelstag, wie während der Hexensabbate oder bei der Umgewichtung wichtiger Börsenindizes.